# محمد بن هاشم المهداوي
محمد بن هاشم بن محمد بن هاشم المهداوي، لواء سابق في الجيش الأردني، وعضو سابق في مجلس الأعيان الأردني، ومستشار الملك حسين لشؤون العشائر سابقا.

## مولده ونشأته والتحاقه بأمارة شرق الأردن وبعض أعماله
ولد عام 1905م ببلدة الليث جنوب غرب مكة المكرمة حيث بدأ طفولته بدراسة القرآن الكريم والعلوم الدينية في الكتاتيب . وفي سنة 1922م انتقل إلى شرق الأردن (المملكة الأردنية الهاشمية حاليا) .
وفي 12/ 3 / 1931م التحق بشرطة البادية كجندي هجانا وتدرج بالرتب العسكرية إلى أن رفع إلى رتبة لواء عام 1960م . وشغل خلالها عدة مناصب في جهاز الأمن العام حيث عمل في دوريات البادية وفئة حرس الخط الحديدي ومشاة البادية وسرية سيارات البادية وقيادة مدرسة التدريب وقيادة الفرقة والكتيبة الخاصة وقيادة منطقة البادية ومديرية الأمن العام مستشارا للعشائر ثم قائدا لمنطقة البادية وعجلون إلى أن عين مديرا للأمن العام بتاريخ 16/6/ 1962م وبقي في هذا المنصب إلى أن أحيل إلى التقاعد بتاريخ 7/7/ 1964م .
كما كان عضوا في مجلس الأعيان الأردني ثم مستشارا لجلالة الملك الحسين بن طلال لشئون العشائر منذ عام 1973م حتى وفاته . وكان له الفضل في تأسيس أول قوة ميكانيكية في شرق الأردن عام 1936م حيث عمل لتدريب منتسبي هذه الوحدات وبث الروح العالية في نفوسهم،

## الأوسمة التي حصل عليها
1. وسام كوكب الحرب .
2. وسام الدفاع .
3. وسام الاستقلال من الدرجة الأولى .
4. وسام الخدمة الطويلة .
5. وسام النهضة من الدرجة الثالثة .
6. وسام حملتي سوريا والعراق .
7. وسام الإمبراطورية البريطانية .
8. وسام النصر البريطاني .
9. وسام الكوكب الأردني من الدرجة الثانية .
10. وسام ذكرى عمليات فلسطين .
11. وسام ذكرى حرب فلسطين .

## وفاته
في يوم الاثنين 2/8/1408هـ الموافق 15/3/1988م نعاه الديوان الملكي الهاشمي وقد دفن في المقابر الملكية بعمّان بعد أن صلي عليه الظهر في مسجد الحرس الملكي الخاص . وقد رثاه كثير من الشعراء في المملكة الأردنية الهاشمية .
ورثاه ابن عمه علي بن يوسف بن محمد المهداوي بقصيدة منها :
شيّعوه فبكت مكة فيه 
وبكى الأجواد في شيخ جليل
قد تربى في الحجاز حيث مثوى 
وإلى الأردن قد زفّ الرحيل
كان للأردن وفيا صائلا 
وجعلها لقرار العين سكنا
هاشمي ما رأى المنكر يوما 
هاشمي في رحاب البيت صلى
ربّي ارحمه واجعله سريا 
وبكى عمّان من فقد سناه
عاشر الكرمات سيّد في حماه 
زمر الآساد أنجاب الحماة
بين أخوته وفي ذاك وفاه 
خصها القلب واعطاها صباه
تحميه الأجفان والروح فداه 
إلا قال الحق في وجه البغاة
من رفيع القوم جاه فوق جاه 
في جنان الخلد في جمع التقاه